# Thore Härdelin den yngre
Thore Uno Nils Härdelin (den yngre), född 21 juni 1946 i Engelbrekts församling i Stockholm, död 15 augusti 2025 i Delsbo distrikt i Hudiksvalls kommun, Gävleborgs län, var en svensk riksspelman med Zorns guldmärke på fiol och låtar från norra och mellersta Hälsingland. Han kom från Delsbo och var sonson och son till spelmännen Thore Härdelin (d.ä.) och Sven Härdelin samt far till spelmännen Thuva och Emma Härdelin. Han var också far till Tobias Törnell.

## Karriär
Under 1970-talet spelade han i Skäggmanslaget tillsammans med Wilhelm Grindsäter och Petter Logård och har därefter spelat både solo och med bland andra sin dotter Thuva Härdelin, den norsk-svenska folkmusikgruppen Dalakopa och den norska folkmusikern Oline Bakkom.
Härdelin var en av de mest tongivande bland dagens spelmän och en viktig traditionsbärare av norra och mellersta Hälsinglands folkmusik med en stor repertoar efter spelmän från det en gång mycket rika musiklivet i Delsbo och närliggande socknar. En viktig förebild och läromästare var spelmannen Grubb Anders Jonsson som han sägs ha runt 300 låtar efter. Jonsson behärskade både låtarna och spelstilen i Dellenbygden och Härdelin är kanske den ende nu aktive spelmannen som haft direkt kontakt med honom. Liksom fadern och farfadern är han kompositör, bl.a. av den kända Skepparschottis. Utöver musicerandet ägnade han sig bl.a. åt byggande och renovering av stråkinstrument.
I samband med Bingsjöstämmans 40-årsjubileum 2009 uppträdde Härdelin på Danielsgårdens tun vars tema detta år var guldspelmän.
Han hade fram till sin död en garanterad inkomst på minst fem prisbasbelopp (ca 214 000 kr år 2009) per år genom den statliga inkomstgarantin för konstnärer.

## Inspelningar

### Diskografi
- 1968 – Spelmanslåtar från Hälsingland (med Sven Härdelin, Hugo Westling och Gällsbo Emil Olsson)
- 1970 – Pjål, Gnäll och Ämmel (med Skäggmanslaget)
- 1971 – Snus, Mus och Brännvin (med Skäggmanslaget)
- 1972 – Spelmansstämma i Delsbo (album med låtbidrag från flera spelmän från en radioprogramserie)
- 1973 – Nä, nu jäsicken (gammeldans med Leif Pepparn Pettersson)
- 1973 – Kniviga låtar tillägnade länsman i Delsbo (med Skäggmanslaget)
- 1974 – På Jakt efter Skäggmanslaget (med Skäggmanslaget)
- 1974 – Delsbopojkarna (gammeldans med Delsbopojkarna)
- 1975 – Gammeldans på Skansen (med Skäggmanslaget och Delsbopojkarna)
- 1977 – Thore Härdelin som Hultkläppen (med Britt-Marie Swing, Bo Isaksson, Walter Ramsby, Mikael Eriksson och Lilian Åslund)
- 1980 – Du spelman, folkmusik hemma hos (album med låtbidrag från flera spelmän)
- 1991 – Thore och Thuva Härdelin (med Thuva Härdelin)
- 1994 – "Puls" (med Oline Bakkom)
- 1994 – Union (med Oline Bakkom)
- 1998 – From-Olle, Spelman från Järvsö (album med låtbidrag från flera spelmän)
- 1999 – Folk (med Swåp)
- 2012 – Dellens vågor (med Thuva Härdelin)
- Ett antal skivor med den norska gruppen Dalakopa

### Övriga inspelningar
- Svenskt visarkiv (några låtar tillsammans med Skäggmanslaget och andra spelmän)

## Radioframträdanden
- 1979 - Hälsingelåtar (Sven och Thore Härdelin spelar och berättar) (SR, P2)
- 1979 - Du spelman (Ville Roempke hälsar på hos Thore Härdelin i Delsbo) (SR, P2)
- 1982 - Spelstuga i Hudik (Underhållning med visor och folkton. Medverkande: Iggesundsgänget, Thore Härdelin, Stefan Groth, Turid Lundqvist, m.fl. Stugvärd: Sid Jansson) (SR, P1)
- 1982 - Spelmansstämma i Bjuråker (Thore Härdelin, Willy Grindsäter, Sören Rydgren, Lennart Jaktlund, Walter Ramsby, Iggesundsgänget och Fink-Jannes. Redaktör: Göran Sjölén, Sundsvall) (SR, P2)
- 1987 - Direkt folkligt (sänd konsert med Thore och Thuva Härdelin på Café Stravinsky, producent Christina Mattsson och Torbjörn Ivarsson) (SR, P2)

## TV-framträdanden
- 1978 - Irländare möter Europa - spelmansfest på Irland (med Tony MacMahon, Barney MacKenna, Thore "Hultkläppen" Härdelin och Sten Andersson) (SVT, TV1)
- 1979 - Som valserna går (Medverkande: Sonya Hedenbratt, Moniqa Sunnerberg, Carl-Anton, Thore Härdelin, Jularbo gille, Lars Roos, Göte och Töge Wilhelmson) (SVT, TV1)
- 1995 - Norrköpings sommarcafé (med Oline Bakkom) (SVT, TV2)
- 2006 -  Folkmusikens barn (Del 2:5, två generationer Härdelin, Björn Ståbi och Stinnerbom mitt i den svenska folkmusikvågen) (SVT, TV1)

## Filmografi
- 1977 – Hultkläppen (av Björn Berge)
- 1980 – Trollsommar